# Onet-le-Château
 Onet-le-Château  là một xã ở tỉnh Aveyron, thuộc vùng Occitanie ở miền nam nước Pháp.